# Gentalwasser
Das Gentalwasser, auch Gäntelwasser, im Oberlauf auch Engstlenbach, ist ein rund 14 Kilometer langer rechter Nebenfluss des Gadmerwassers im Schweizer Kanton Bern, welcher das Gental im Berner Oberland durchfliesst.

## Geographie

### Verlauf
Der Wildfluss entspringt unterhalb des Jochgletschers am Wendenstock und durchfliesst zunächst den Engstlensee, ein Naturstausee nahe der Grenze zum Kanton Obwalden.
Etwa 500 Meter nach dem Seeabfluss wird das Wasser gefasst und durch einen Stollen in das benachbarte Gadmertal geleitet und dort vom Kraftwerk Fuhren genutzt, das sein Unterwasser über einen Gegendruckstollen in das Stollenfenster Schaftelen des Zulaufstollens Steinwasser–Trift leitet. Das Wasser kann danach entweder in den Kraftwerken Hopflauenen und Innertkirchen 2 genutzt werden oder über die Pumpturbine von Handeck 3 in den Stausee Räterichsboden gepumpt werden.
Das Gentalwasser fliesst rund 12 Kilometer durch das Gental und mündet beim Weiler Mühletal oberhalb von Innertkirchen in das Gadmerwasser, das bis zu dieser Stelle ungefähr den gleich langen Weg durchs Gadmertal zurückgelegt hat. Vier Kilometer später mündet das Gadmerwasser bei Innertkirchen in die Aare.

### Einzugsgebiet
Das 39,68 km² grosse Einzugsgebiet des Gentalwassers liegt in den Urner Alpen und wird über das Gadmerwasser, die Aare und den Rhein zur Nordsee entwässert.
Es besteht zu 15,3 % aus bestockter Fläche, zu 40,4 % aus Landwirtschaftsfläche, zu 0,5 % aus Siedlungsfläche und zu 43,9 % aus unproduktiven Flächen.
Die Flächenverteilung
Die mittlere Höhe beträgt 1959,7 m ü. M., die minimale Höhe liegt bei 833 m ü. M. und die maximale Höhe bei 3015 m ü. M.

### Zuflüsse
Die Zuflüsse mit ihrer jeweiligen Länge und ihrem Einzugsgebiet sind:
- Gummbächli (rechts), 1,2 km, 0,97 km²
- (Bach aus dem) Bockchänel (links), 0,3 km
- (Bach aus dem) Wunderbrunnen (rechts), 1,0 km, 1,4 km²
- Henglibach (rechts), 2,6 km, 5,21 km², 360 l/s
- Zylfluchtbach (Tannenbach) (rechts), 2,7 km, 2,09 km²
- Moosbach (links), 1,9 km
- Scharmadbach (links), 2,7 km, 3,36 km²
- Ufem Graben (rechts), 1,1 km
- Wäschibächli (rechts), 1,4 km
- Sywbalmbächli (links), 1,0 km
- Jungibach (links), 0,3 km
- Jungibach 2 (links), 0,5 km
- Jungibach 1 (links), 0,2 km
- Lägerbächli (rechts), 1,3 km
- Bin Cheeren (rechts), 1,1 km
- Indere Wüöstbach (links), 1,0 km
- Üsser Wüöschtbach (links), 0,5 km
- Zahl (links), 1,3 km, 1,14 km²
- Hinderarnibach (links), 1,7 km, 0,76 km²

## Hydrologie
Bei der Mündung des Gentalwassers in das Gadmerwasser beträgt seine modellierte mittlere Abflussmenge (MQ) 2,48 m³/s. Sein Abflussregimetyp ist nivo glaciaire, und seine Abflussvariabilität beträgt 17.